# Терехов, Александр Фёдорович
Александр Фёдорович Терехов (2 сентября 1890, Давыдово, Орехово-Зуевский район — 2 декабря 1974) — советский ботаник, исследователь флоры Поволжья и Заволжья.

## Биография
Родился в 1890 году в селе Давыдово Богородского уезда Московской губернии. В 1909 году поступил в Воронежский сельскохозяйственный институт, затем учился в Московской сельскохозяйственной академии под руководством Б. А. Келлера.
С 1919 года преподавал в школе в городе Бугуруслан. В 1923 году переехал в Самару, где работал ассистентом на кафедре ботаники Самарского сельскохозяйственного института.
В 1937 году А. Ф. Терехов, будучи одним из организаторов Куйбышевского ботанического сада, был назначен его заместителем директора. После 1949 года некоторое время работал в Куйбышевском институте усовершенствования учителей.
Автор «Определителя весенних и осенних растений Среднего Поволжья и Заволжья» (1939) и ряда других монографий по флоре этого региона.
Член Союза журналистов СССР, автор ряда книг для детей о природе.
Скончался 2 декабря 1974 года.

## Некоторые научные работы
- Терехов А. Ф. Определитель весенних растений Среднего Поволжья. — М.; Самара, 1930. — 200 с.
- Терехов А. Ф. Определитель осенних растений Среднего Поволжья. — Самара, 1931. — 168 с.
- Терехов А. Ф. Определитель сорных растений Среднего Поволжья. — М.; Куйбышев, 1936. — 84 с.
- Терехов А. Ф. Определитель весенних и осенних растений Среднего Поволжья и Заволжья. — Куйбышев, 1939. — 336 с.